# Lily Dale

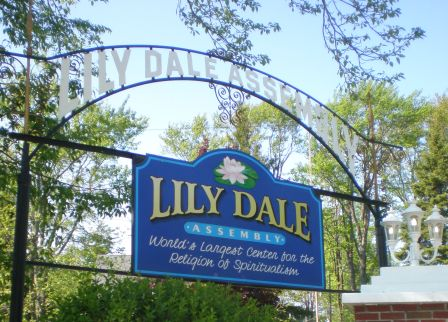
Wjazd do Lily Dale

Lily Dale Assembly (Zgromadzenie Lily Dale) – największy na świecie i najstarszy (założony w 1879) ośrodek spirytualizmu religijnego, o powierzchni 68 hektarów. Znajduje się w płd.-zach. części stanu Nowy Jork, w hrabstwie Chautauqua, na brzegu jeziora Cassadaga.
W ośrodku znajduje się muzeum, przechowujące pamiątki po twórcach i pionierach spirytualizmu (np. pozostałości domu sióstr Fox i domniemany szkielet Charlesa B. Rosmy); miejscowe centrum spotkań organizuje seanse ze sławnymi medium oraz szkolenia.
Posiadłość stanowiła własność rodziny Alden, która od 1879 zaczęła tu organizować spotkania i zloty spirytualistów na wzór Kościołów protestanckich. W 1897 ośrodek nazwano "Cassadaga Lakes Free Association", w 1903 nazwę zmieniono na "Zgromadzenie Miasta Światła", a w 1906 nadano obecną nazwę (od zwyczajowej nazwy pobliskiego jeziora).